# Rikard Lang
Rikard Lang (* 22. Februar 1913 in Vinkovci; † 16. September 1994 in Zagreb) war ein jugoslawischer Ökonom und Jurist.

## Leben
Rikard Lang wurde 1913 als Sohn des Rechtsanwalts und Präsidenten der Jüdischen Gemeinde in Zagreb, Ignjat Lang, in Vinkovci geboren. Er besuchte die Volksschule und das Gymnasium in seinem Geburtsort. Er studierte und promovierte 1936 Jura an der Juristischen Fakultät der Universität Zagreb. Nach dem Studium arbeitete er als Rechtsanwalt, bis er 1942 in die Jugoslawische Volksbefreiungsarmee eintrat.
Nach dem Zweiten Weltkrieg wurde er Professor an der Juristischen Fakultät der Universität Zagreb. Rikard Lang gründete und unterrichtete am Lehrstuhl für politische Ökonomie. Er war von 1960 bis 1962 Dekan der Juristischen Fakultät. Er unterrichtete Arbeiterselbstverwaltung in den Ländern der blockfreien Staaten und der Dritten Welt. Lang war Direktor des Kroatischen ökonomischen Instituts in Zagreb (1954–1974), Redakteur des ökonomischen Magazins Ekonomske studije (1962–1970) und Teilnehmer des Kroatischen Frühlings.
Rikard Lang schrieb mehr als 200 wissenschaftliche Werke. Er sprach 5 Fremdsprachen (Englisch, Deutsch, Französisch, Italienisch und Russisch).

## Familie
Rikard Lang ist Vater des Mediziners Slobodan Lang.

## Werke
- Međunarodna suradnja i ekonomski razvoj, 1955
- Tečaj političke ekonomije, 1964
- Sveučilište i ekonomski razvoj, 1970
- Problemi ekonomskih funkcija federacije vezanih uz djelovanje jedinstvenog tržišta (Mitverfasser: Zoran Pjanić), 1971
- Politička ekonomija, 1968 (1972 und 1977)
- Sistem proširene društvene reprodukcije i napredak nauke, tehnike i tehnologije, 1974.
- Jedinstvo tržišta i autarhija, 1977.
- Koncepcija i strategija razvoja, 1986.